# Jamil Haddad
Jamil Haddad GOMM (Rio de Janeiro, 2 de abril de 1926 – Rio de Janeiro, 11 de dezembro de 2009) foi um médico e político brasileiro filiado ao Partido Socialista Brasileiro (PSB). Foi ministro da Saúde durante os governos Collor e Itamar Franco. Pelo Rio de Janeiro, foi senador e deputado federal e estadual, ambos por dois mandatos. Pela capital homônima, foi também prefeito.

## Biografia
Oriundo de uma família de comerciantes libaneses, formou-se médico pela Universidade do Brasil (atual UFRJ) em 1949, com especialização em ortopedia, ingressou na vida política em 1962, quando foi eleito deputado estadual do então Estado da Guanabara, pela aliança entre o PTB e o PSB. Reeleito em 1966, filiou-se ao MDB, mas teve seu mandato cassado e seus direitos políticos suspensos por dez anos.
Em 1983, filiado ao PDT (desde 1979), foi indicado pelo governador Leonel Brizola para a prefeitura da cidade do Rio de Janeiro, permanecendo no cargo de março a dezembro daquele ano, quando renunciou, por discordar do projeto político executado pelo seu partido.
Em 1985, com a eleição de Saturnino Braga como prefeito, assumiu uma cadeira no Senado na condição de suplente. Foi um dos fundadores do novo Partido Socialista Brasileiro, em 1985, partido que presidiu entre 1985 e 1993 e do qual recebeu o título de presidente de honra.
Em 1990, com o fim de seu mandato como senador, foi eleito deputado federal.
Em 1992, foi convidado pelo presidente Itamar Franco (1992-1994) para assumir o ministério da Saúde. Em sua gestão, o Sistema Único de Saúde foi implantado em quatrocentos municípios brasileiros e foi precursor dos medicamentos genéricos, tendo sido autor do Decreto nº 793, de 5 de abril de  1993. Entre outras determinações, o decreto preconizava que todo estabelecimento de dispensação de medicamentos deveria dispor, em local visível e de fácil acesso, a lista de medicamentos correspondentes às denominações genéricas e os seus correspondentes de nome ou marca. Assim, o componente ativo  (denominação genérica) do fármaco deveria obrigatoriamente figurar na embalagem. Haddad também  propôs a ampliação do orçamento da Central de Medicamentos (CEME), a fim de fabricar remédios mais baratos nos laboratórios oficiais.
Em agosto de 1993, como ministro, Haddad foi admitido pelo presidente Itamar Franco à Ordem do Mérito Militar no grau de Grande-Oficial especial. Em 1994, com o rompimento do PSB com o governo Itamar Franco, deixou o ministério.[carece de fontes?]
Em 14 de março de 2003, já no governo Lula, assumiu a direção geral do Instituto Nacional do Câncer (INCA), mas renunciou ao cargo após cinco meses, em meio a uma crise da instituição.

## Morte
Jamil Haddad  tinha 83 anos quando  faleceu, em decorrência de um infarto, em sua residência, no bairro da Tijuca, na Zona Norte do Rio de Janeiro.
Em 2011, o Instituto Nacional de Traumatologia e Ortopedia (INTO), órgão normatizador de procedimentos de ortopedia no Brasil, passou a chamar-se Instituto Nacional de Traumatologia e Ortopedia Jamil Haddad.